# クリーオ・ブラウン
クリーオ・ブラウン（Cleo Brown、1907年または1909年12月8日 - 1995年4月15日）は、クリーオ・パトラ・ブラウン (Cleo Patra Brown)としても知られるアメリカのブルースおよびジャズのボーカリストにして、ピアニスト。彼女は、NEAジャズ・マスターズ・フェローシップを受け取った最初の女性インストゥルメンタリストであった。

## 略歴
ブラウンの出生地は出版物ではミシシッピ州メリディアンとされているが、ブラウンは1986年の『ザ・ニューヨーカー』誌で発表されたインタビューで、父親がメリディアンで牧師として就任する直前にミシシッピ州デ・カルブで生まれたとW・バリエットに語っている。子供の頃には、バプテスト教会でピアノを演奏していた。1919年、彼女の家族がシカゴに移り、パイントップ・スミスと一緒に働いていた兄弟からピアノを学び始め、ダンスのためにブギウギを演奏した。1923年頃から、彼女はヴォードヴィルで働き、クラブでギグを行うようになった。1935年、彼女はニューヨークのラジオ局WABCでピアニストとしてファッツ・ウォーラーの後任となった。
1930年代から1950年代にかけて、彼女はアメリカを定期的にツアーし、その途中でデッカ・レコード（や他のレーベル）においてレコーディングを行い、「Breakin' in a New Pair of Shoes」「Mama Don't Want No Peas and Rice and Coconut Oil」「When Hollywood Goes Black and Tan」「The Stuff Is Here and It's Mellow」など、ユーモラスで皮肉なタイトルの曲を録音した。彼女のストライド・ピアノの演奏は、ファッツ・ウォーラーとしばしば比較され、彼女のショーのインターミッションで演奏したデイヴ・ブルーベックや、マリアン・マクパートランドへ影響を与えたとして称賛されている。彼女はシカゴのクラブで定期的に演奏し、広くツアーを行い、デッカとキャピトル・レコードの両方でレコーディングを行った。
ブラウンは、自身の宗教的信念を深めていったため、汚らわしいブルースの歌を歌うことを恥ずかしく思うようになり、1953年に洗礼を受けて音楽から引退し、1959年に看護師となった。ジャズの伝記は、音楽の世界から消えたため、頻繁に彼女のことを亡くなったものとして掲載した。「Sweet Cleo Brown」という歌は、ブルーベックによって彼女に敬意を表して録音されたものである。
1970年代半ばから1981年まで、彼女はコロラド州デンバーのラジオ番組において、C・パトラ・ブラウン名義で演奏を行った。彼女はブギウギの音楽をより遅く、インスピレーションに満ちた音楽へと置き換えていった。彼女は再びレコードの世界に戻り、NPR (米国公共ラジオ放送)でパフォーマンスした。
彼女は息子のマシューを出産し、4人の孫がいた。1995年4月15日、コロラド州デンバーにて亡くなった。

## ディスコグラフィ

### リーダー・アルバム
- Living in the Afterglow (1989年、Audiophile)
- 『ハッピー・ピアノ・ガールズ』 - Two Happy Piano Girls (1997年、MCA) ※コンピレーション with ローズ・マーフィ
- 1935–1951 (2002年、Chronological Classics) ※コンピレーション